# Pteromyscus pulverulentus
Pteromyscus pulverulentus is een zoogdier uit de familie van de eekhoorns (Sciuridae). De wetenschappelijke naam van de soort werd voor het eerst geldig gepubliceerd door Albert Günther in 1873.

## Voorkomen
De soort komt voor van zuidelijk Thailand tot Sumatra.